# Panorama Tools
Panorama Tools es una suite de programas y bibliotecas escritas originalmente profesor matemático y físico alemán Helmut Dersch. Panorama Tools ofrece un marco de gran alcance para la re-proyección y la mezcla de varias imágenes de origen en panorámicas inmersivas de muchos tipos. Una versión actualizada de la colección Panorama Tools sirve como motor de la base subyacente de muchas interfaces gráficas en los programas.

## Historia
Dersch comenzó el desarrollo de Panorama Tools en 1998, la producción de software para crear panoramas y más, pero tuvo que detener el desarrollo en el año 2001 debido al acoso judicial y las demandas de infracción de patente por la empresa IPIX. Dersch lanzó la biblioteca de la base (pano12) y algunos de los programas de Panorama Tools (sobre todo PToptimizer) bajo los términos de la GNU General Public License. El resto de las aplicaciones se pusieron a disposición como ejecutables binarios solamente y de forma gratuita sin la licencia correspondiente.
En el 2007, el proyecto SourceForge recomendó su utilización del programa en su sitio web.